# Ange le terrrible
 (janvier 2022).
Si vous disposez d'ouvrages ou d'articles de référence ou si vous connaissez des sites web de qualité traitant du thème abordé ici, merci de compléter l'article en donnant les références utiles à sa vérifiabilité et en les liant à la section « Notes et références ».
Ange le terrrible est une bande dessinée de science-fiction humoristique de Poipoi. Apparue en 2007 dans le mensuel Tchô ! des éditions Glénat, elle a fait l'objet de quatre recueils entre 2008 et 2011.
Cette bande dessinée raconte les aventures d'Ange, un jeune Terrien soi-disant pirate de l'espace. Fraîchement débarqué sur la planète Pouni avec son fidèle robot-serviteur, José, ce mini-conquistador compte faire régner la terreur. Le hic c'est que les habitants de Pouni ne le prennent pas du tout au sérieux. Comme si cela ne suffisait pas, deux enfants de son âge, Djippi et Lala, ont décidé de se payer sa tête.

## Personnages
- Ange est l'anti-héros de la série. Apparaissant d'abord sous les traits d'un jeune pirate assoiffé de conquêtes, l'on découvrira qu'il n'est en fait qu'un simple gamin insupportable envoyé par ses parents richissimes et trop occupés. Ne supportant pas la gentillesse des habitants de Pouni, il développe différents plans qui se retournent contre lui. Ange aime se donner des airs impitoyable, mais est en fait très impressionnable et sensible. À la suite de divers contacts avec des produits chimiques, il peut se transformer sous le coup d'émotions fortes, soit en ado parlant en SMS, en Hulk très gentil, ou en plante mutante.

- José est le fidèle robot d'Ange. Type même du parfait serviteur, José reste d'une grande loyauté envers son jeune maître, et ce malgré son caractère tyrannique. Contrairement à Ange, José s'entend très bien avec Djipi et Lala. On découvre vers la fin du tome 3, que son nom entier est Joséphine, et qu'il est référé par les parents d'Ange au féminin, bien que ce dernier le considère au masculin. Il est sans doute l'une des seules personnes à vraiment aimer Ange.

- Lala est une jeune fille de la planète Pouni. Elle est amphibienne, et possède de très grand bras. Lala est la première à avoir adressé la parole à Ange (pour l'insulter.) Accompagnée de son meilleur ami Djipi, les deux prennent un malin plaisir à l'embêter. Elle est très directe et n'a pas peur de dire tout haut ce qu'elle pense à Ange et à ceux qui aime jouer les conquérants. Sa mère est tellement charmante qu'Ange perd tous ses moyens face à elle. Son père ressemble à une petite flamme orange avec des yeux noirs.

- Djipi est le meilleur ami de Lala. Son corps est de forme ronde, avec des bras et des jambes fines, et est équipé d'un casque. Tout comme Lala, Djipi aime se moquer d'Ange. Cependant, il se montre souvent plus sérieux et prudent qu'elle. Sa mère (qui ne lui ressemble pas) est le type-même de la mère poule.On apprendra par la suite qu'il a subi une malformation à la naissance et que son corps est une sorte d'armure mobile, qui lui facilite la vie.

- Crap est un ami de Djippi et Lala, ressemblant à une limace banane anthropomorphe. Lui et sa famille viennent d'une planète inconnue, et ne parlent que sous forme de dessins que seul Ange comprend. Du coup  Crap veut absolument être ami avec lui.

- Le roi Putride est un extraterrestre cyclopéen vert dont la férocité n'a d'égale que sa taille minuscule.

- Les parents d'Ange apparaissent brièvement dans les tomes 2 et 3, et ce n'est pas plus mal. Richissimes, ils vivent sur terre où ils gèrent leurs affaires et n'accordent que très peu (voir aucune) d'attention à leur fils. Leurs têtes sont à chaque fois cachées.

- Bernardo est un robot au service des parents d'Ange. Il ressemble à une version améliorée de José. Contrairement à lui, il peut parler.

## Albums
- Ange le terrrible, Glénat, coll. « Tchô ! La collec » :

1. L'Envahissant, septembre 2008  (ISBN 978-2-7234-6222-8)[1],[2].
2. Destination inconnue', mai 2009  (ISBN 978-2-7234-6756-8).
3. Jamais tranquille !', avril 2010  (ISBN 978-2-7234-7581-5).
4. Le Grand Secret de Djipi, juin 2011  (ISBN 978-2-7234-8090-1).